# Merodon elegans
Merodon elegans är en tvåvingeart som beskrevs av Hurkmans 1993. Merodon elegans ingår i släktet narcissblomflugor, och familjen blomflugor. Inga underarter finns listade i Catalogue of Life.